# 創価大学ゴールデンベルリンガーズ
創価大学ゴールデンベルリンガーズ（そうかだいがく - ）とは、元創価大学教授・川村深雪を中心として、有志の学生たちによって結成されたハンドベルチーム。1987年7月19日に結成され、2006年3月31日の解散に至るまで多様な場での演奏活動を繰り広げた。顧問は川村深雪。同部の解散直前は、川村が教授を退職したため、作曲家・杉野泰彦が顧問を務めていた時期がある。

## 創立の経緯
1987年7月19日、当時、創価大学教授であったピアニスト・川村深雪が自身のゼミ生を中心にハンドベル演奏者を集め、結成される。結成当初は学内の「ハンドベル愛好会」という名称で活動を行う。
1988年12月23日、「創価大学ゴールデンベルリンガーズ」と改名。「ゴールデンベル」（Golden Bell）とは「レンギョウの花」の英語名であり、花言葉は「希望」を意味する。ここには「希望の鐘を打ち鳴らしていくリンガーズ」という部員たちと創立者（＝池田大作）の願いが込められていた。

## 活動実態
毎年2～3月に定期演奏会を開催、歌手の雪村いづみ、ジャズピアニストの前田憲男、羽田健太郎などともしばしば共演を行った。川村退職後は活動が先細りとなり2006年解散。

### 1987年
- 7月19日 - ハンドベル愛好会結成
- 10月 - 学内文化祭において初演奏

### 1988年
- 3月- 第1回定期演奏会（こまばエミナース）
- 5月 - 翼合唱団結成10周年記念演奏会にて、雪村いづみと共に友情出演。
- 12月 - 「創価大学ゴールデンベルリンガーズ」と改名

### 1989年
- 3月 - 第2回定期演奏会

### 1990年
- 3月 - 第3回定期演奏会
- 3月 - フランス、ミッテラン元大統領夫人の講演で演奏
- 5月 - バルセロナ大学総長一行へ演奏
- 6月 - アーマンド・ハマーの公演で演奏
- 10月 - CD「櫻花～SAKURA～」制作
- 10月 - 東京ディズニーランド、ミュージックフェスティバル出演

### 1991年
- 3月 - 第4回定期演奏会
- 12月 - 東京ディズニーランドミュージックフェスティバル出演

### 1992年
- 3月 - 第5回定期演奏会
- 7月 - 東急・東フィルポップスコンサート「TOPS4」にゲスト出演
- 11月 - 全国ハンドベルフェスティバル出場
- 12月 - 東京ディズニーランド・ミュージックフェスティバル出演
- 12月23日～25日 - 新横浜プリンスホテル・ショッピングプラザにて演奏

### 1993年
- 3月- 第6回定期演奏会
- 10月 - レインボー21ハンドベルコンサート
- 11月 - 全国ハンドベルフェスティバル出場
- 11月 - 板橋区立大谷口小学校で演奏
- 12月 - 帝国ホテル「ロビーコンサート」出演
- 12月 - 東京ディズニーランド・ミュージックフェスティバル出演
- 12月 - 新横浜プリンスホテル・ショッピングプラザにて演奏

### 1994年
- 3月 - 第7回定期演奏会
- 3月 - 奥多摩町立日原小学校閉校式にて演奏
- 11月 - 全国ハンドベルフェスティバル出場
- 12月 - 東京ディズニーランド・ミュージックフェスティバル出演
- 12月 - 帝国ホテル「ロビーコンサート」出演
- 12月 - 羽田空港ビッグバードにて演奏

### 1995年
- 3月 - 第8回定期演奏会
- 5月 - 「NTT Song For You Concert」にゲスト出演
- 10月 - 大学創立25周年記念特別公演
- 10月 - 練馬区立開進第三小学校にて演奏
- 12月 - 八王子市立第九小学校「PTA主催　親子コンサート」にて演奏
- 12月 - ハンドベルコンサート「Twinkle Saturday For You」
- 12月 - 「前田憲男プレゼンツコンサート」ゲスト出演

### 1996年
- 3月 - 第9回定期演奏会（府中の森芸術劇場ウィーンホール）
- 5月 - 第47回全国植樹祭に出演
- 8月 - 「前田憲男とハンドベル」出演
- 9月 - ハンドベルコンサート「ハンドベルへの誘い」（サザンクス筑後大ホール、大牟田文化会館大ホール）
- 12月　東京城西ロータリークラブ｢ときめきのクリスマス｣にて演奏
- 12月 羽田健太郎とお洒落な仲間たちが送る「クリスマスナイトinポップス」にゲスト出演（なかのZEROホール）
- 12月 - 「こんなメソードでリングしてます」出版

### 1997年
- 1月 - 「東京平和フェスティバル'97」出演
- 3月 - 第10回定期演奏会
- 5月- CD「SOKA UNIVERSITY GOLDEN-BELL RINGERS」制作
- 時期未定　日本橋三越本店にて演奏（イルミネーション点灯式）

### 1998年
- 2月 - 第11回定期演奏会（なかのZERO大ホール）
- 8月1日～5日 - 第8回ハンドベル世界大会出場
- 第9回国際ミーティングエキスポにて演奏

### 1999年
- 3月 - 第12回定期演奏会
- 時期未定　コンサート「音楽のおもちゃ箱」に出演（新宿文化センター）

### 2000年
- 3月 - 第13回定期演奏会
- 3月12日～15日 - 韓国・慶熙大学にて第1回海外交流演奏会
- 9月27日 - 地下鉄大江戸線開通イベントにて演奏

### 2001年
- 3月 - 第14回定期演奏会
- 4月1日～5日 - ロシア連邦文化省・国立極東芸術アカデミー主催、「第2回国際青年音楽家コンクール」ビデオ審査部門第1位を受賞

### 2002年
- 3月29日 - 第15回定期演奏会

### 2003年
- 3月 - 第16回定期演奏会

### 2004年
- 2月22日 - 創価グロリア吹奏楽団の第18回定期演奏会に友情出演及び共演
- 2月28日 - 第17回定期演奏会

2004年2月の第17回定期演奏会が実質最後の活動となる。
- 2006年3月31日 - 解散

## 演奏音源
- 「櫻花～SAKURA～」川村深雪（指揮）、創価大学ゴールデンベルリンガーズ（日本コロムビア、1990年）
- 「GOLDEN-BELL RINGERS」川村深雪（ピアノ&指揮）、創価大学ゴールデンベルリンガーズ（SONY、1997年、SGBR-97527）
- 「SOKA UNIVERSITY GOLDEN-BELL RINGERS」（上記のCDより6曲のみを収録、SGBR-97528、2001年）
- 「TITAN」創価グロリア吹奏楽団、佐川聖二（指揮）、麻生かほ里（語り）、創価大学ゴールデンベルリンガーズ、川村深雪（ハンドベル指揮）（CAFUA、CACG-0055）2004年2月22日、東京芸術劇場大ホールにおける実況録音盤